# Afinitat electrònica
L'afinitat electrònica o electroafinitat d'una molècula o d'un àtom és l'energia despresa quan s'afegeix un electró a un àtom neutre per formar un ió negatiu. Aquesta propietat només es pot mesurar en un àtom en estat gasós.
X + e− → X−
L'afinitat electrònica, Eea, es defineix com a positiva quan l'ió resultant és de més baixa energia, és a dir que és un procés exotèrmic que allibera energia:
Eea = Einitial − Efinal
Alternativament, l'afinitat electrònica sovint es descriu com la quantitat d'energia requerida per separar un electró d'un ió negatiu de càrrega unitària, per exemple, l'intercanvi d'energia en el procés:
X− → X + e−
Una molècula o àtom que té una afinitat electrònica positiva sovint s'anomena acceptor d'electrons i pot comportar reaccions de transferència de càrrega.

## Afinitats electròniques dels elements
Malgrat que Eea varien molt al llarg de la taula periòdica, sorgeixen alguns patrons en els elements. Els no-metalls tenen Eea més positiva que els metalls. Els àtoms els anions dels quals són més estable que els àtoms neutres teen Eea més gran. El clor atrau més fortament electrons extres; mercuri atrau més feblement un electró extra. Les afinitats electròniques dels gasos nobles no s'han mesurat de manera concloent, per tant ells poden o no poden tenir valors lleugerament negatius.
Eea generalment s'incrementa a través del la filera en la taula periòdica. Això és a causa de l'ompliment de la capa de valència en l'àtom; un grup àtom 7A allibera més energia que un grup àtom 1A quan guanya un electró perquè obté una capa de valència i, per tant, és més estable.
Es pot esperar la tendència de la disminució d'Eea anant cap avall de la taula periòdica. Però un contraexemple es troba en el grup 2A, i aquesta tendència només s'aplica al grup d'àtoms 1A.
L'afinitat electrònica segueix la tendència d'electronegativitat. El fluor (F) té una afinitat electrònica més alta que l'oxigen, etcètera.
Les dades següents s'expressen en kJ/mol. Els elements marcats amb un asterisc s'espera que tinguin afinitats electròniques properes al zero en mecànica quàntica.
| Grup    | 1     | 2     | 3     | 4     | 5     | 6     | 7    | 8      | 9      | 10     | 11     | 12   | 13    | 14     | 15     | 16     | 17     | 18   |  |
| Període |       |       |       |       |       |       |      |        |        |        |        |      |       |        |        |        |        |      |  |
| 1       | H 73  |       |       |       |       |       |      |        |        |        |        |      |       |        |        |        |        | He * |  |
| 2       | Li 60 | Be *  |       |       |       |       |      |        |        |        |        |      | B 27  | C 122  | N *    | O 141  | F 328  | Ne * |  |
| 3       | Na 53 | Mg *  |       |       |       |       |      |        |        |        |        |      | Al 42 | Si 134 | P 72   | S 200  | Cl 349 | Ar * |  |
| 4       | K 48  | Ca 2  | Sc 18 | Ti 8  | V 51  | Cr 65 | Mn * | Fe 15  | Co 64  | Ni 112 | Cu 119 | Zn * | Ga 41 | Ge 119 | As 79  | Se 195 | Br 324 | Kr * |  |
| 5       | Rb 47 | Sr 5  | Y 30  | Zr 41 | Nb 86 | Mo 72 | Tc * | Ru 101 | Rh 110 | Pd 54  | Ag 126 | Cd * | In 39 | Sn 107 | Sb 101 | Te 190 | I 295  | Xe * |  |
| 6       | Cs 45 | Ba 14 | Lu    | Hf    | Ta 31 | W 79  | Re * | Os 104 | Ir 150 | Pt 205 | Au 223 | Hg * | Tl 36 | Pb 35  | Bi 91  | Po     | At     | Rn * |  |
| 7       | Fr    | Ra    | Lr    | Rf    | Db    | Sg    | Bh   | Hs     | Mt     | Ds     | Rg     | Cn   | Uut   | Uuq    | Uup    | Uuh    | Uus    | Uuo  |  |
|         |       |       |       |       |       |       |      |        |        |        |        |      |       |        |        |        |        |      |  |